# DJ Screw
DJ Screw (* 20. Juli 1971 in Smithville, Texas; † 16. November 2000 in Houston, Texas; eigentlich Robert Earl Davis, Jr) war ein US-amerikanischer DJ und eine der Hauptpersonen der Hip-Hop-Szene in Houston. Er gilt als Entwickler einer speziell im Süden der Vereinigten Staaten weiterhin äußerst populären Mischtechnik, die heute allgemein, oft ehrerweisend, nach ihm screwing genannt wird; daher rührt sein Titel The Originator. Zu Lebzeiten jedoch sprach er seinen Konkurrenten, die die von ihm erfundene Mischtechnik verwendeten, jegliches Recht ab, ihre Mixe screwed zu nennen und warf ihnen Etikettenschwindel vor. Bei der von ihm entwickelten Sampletechnik entsteht durch die Verlangsamung der Tonspur ein beruhigender Effekt, ähnlich dem des in der dortigen Szene als Droge verbreiteten Codeinhustensaftes. Zudem wird das ursprüngliche Lied zerhackt (chopped), zurückgespult, mit Hall versehen oder anderweitig editiert. Sein Spitzname „Screw“ geht auf die Tatsache zurück, dass er als Kind Schallplatten, die er nicht mochte, mit einer Schraube zerkratzt haben soll.

## Musikalische Karriere
DJ Screw wurde in Smithville, Texas, geboren und begann im Alter von 13 Jahren mit dem DJing. Ein paar Jahre später zog er nach Houston, um dort seine Musikkarriere weiter anzutreiben. In den 1990er-Jahren arbeitete er mit einigen Houstoner Rappern zusammen, die auf seinen in den ganzen Südstaaten populären Screwtapes mitwirkten. Aus ihnen bildete sich darauf die Künstlergruppe Screwed Up Click, die über seinen Tod hinaus besteht. DJ Screw verkaufte seine Werke zunächst von seinem Auto aus, eröffnete dann jedoch aufgrund der großen Nachfrage seinen eigenen Laden Screwed Up Records and Tapes in Houston auf dem Cullen Bullevard. Er gilt somit als Vorreiter des Indiemodells für den Hip-Hop des US-amerikanischen Südens.
Heute besteht Screwed Up Records and Tapes weiterhin und erfreut sich großer Popularität. Es wurden weitere Läden in ganz Texas eröffnet, die von DJ Screws Familienmitgliedern und Freunden geführt werden.
Neben den direkten Verkäufen erlangte die Musik von DJ Screw innerhalb der Hip-Hop Szene vor allem über die damals aufkommenden Internettauschbörsen eine große Popularität.
DJ Screws Vermächtnis lebt weiter in der Arbeit zahlreicher aktueller DJs, wie z. B. DJ D, DJ Michael 5000 Watts, OG Ron C oder DJ Lil Randy, die neben Rap-Songs auch Aktuelles aus Rock, Metal, R’n’B, Soul, Pop und Reggae in seinem Stil mischen. Man kann daher von einem Screw Genre sprechen.

## Tod
DJ Screw wurde am 16. November 2000 leblos in seiner Wohnung in Houston aufgefunden. Die Umstände seines Todes konnten nie genau aufgeklärt werden. Bei der rechtsmedizinischen Untersuchung wurde eine hohe, möglicherweise todesursächliche Konzentration von Codein in seinem Blut gefunden, welche vermutlich auf den übermäßigen Konsum von Purple Drank zurückzuführen war. Ebenso wurde eine akute Herzmuskelschwäche, oder eine Kombination beider Faktoren diskutiert.

## Diskografie
- All Screwed Up, Vol. 1 (1995)
- 3’N the Mornin Part 1 (1995)
- 3’N the Mornin Part 2 Red (1996)
- 3’N the Mornin Part 2 Blue (1996)
- All Work, No Play (1999)

Neben diesen offiziellen Veröffentlichungen, brachte er zudem zahlreiche seiner Mixtapes als Kassette heraus.
Diese Kassetten werden nach und nach digitalisiert und auf Doppel-CDs wieder veröffentlicht unter dem Seriennamen „Diary Of The Originator“. Dieser Vorgang ist noch nicht abgeschlossen und im Moment befindet man sich bei Kapitel 351 (Stand September 2020).